# Lago Ter
O Lago Ter é um lago localizado no Vale de Joux, no cantão de Vaud na Suíça. Este lago é alimentado por dois ribeiros tal como o são também os dois lagos próximos, o Lago  Joux e o Lago Brenet.